# Luxburg (Adelsgeschlecht)

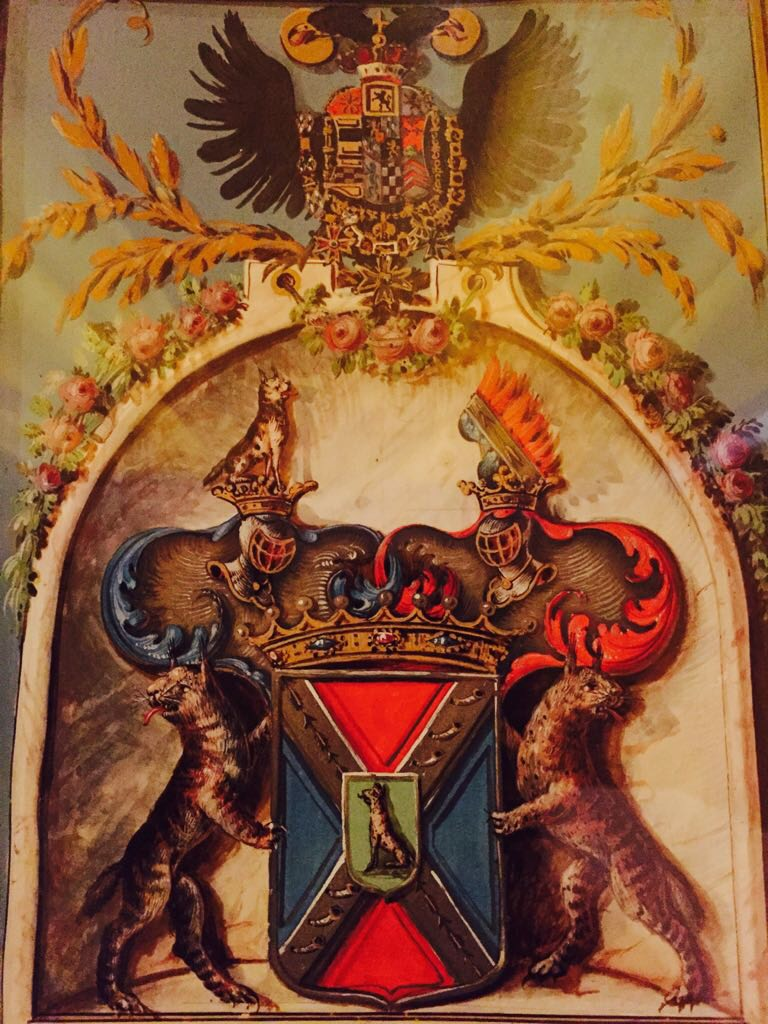
Wappenabbildung Luxburg-Wappen im Grafendiplom von 1790

Luxburg, bis ins 18. Jahrhundert Girtanner, dann auch Girtanner von Luxburg, ist ab 1776 der Name eines briefadeligen pfalz-zweibrückischen und ab 1813 bayerischen Adelsgeschlechts.

## Geschichte
Die gesicherte Stammreihe der Girtanner beginnt mit den Brüdern Heinrich und Rudolf Girtanner. Vermutlich vom Weiler bzw. Ort Girtannen (auch Giirtanne) der Gemeinde Wald im Kanton Appenzell Ausserrhoden stammend, erwarben sie 1387 das Bürgerrecht der Stadt St. Gallen. Mitglieder der Familie übten ab dem 16. Jahrhundert (evtl. auch schon 15. Jahrhundert) bis ins frühe 20. Jahrhundert in direkter genealogischer Folge den Färberberuf aus. Ab dem 18. Jahrhundert entstammten der Familie auch Kaufleute, Ärzte (Christoph Girtanner), Wissenschaftler (Johann Joachim Girtanner) und Techniker. Ab dem 15. Jahrhundert bis in die 1. Hälfte des 19. Jahrhunderts bekleideten die Girtanner zahlreiche politische Ämter, u. a. als Bürgermeister der Stadt St. Gallen, wie im 18. Jahrhundert auch als Regierungsrat (Hans Kaspar Girtanner).
Johann(es) Girtanner (1705 – 1781) aus St. Gallen, der in der Mitte des 18. Jahrhunderts Katharina Burckhardt aus einem Patriziergeschlecht der Stadt Basel geheiratet hatte, trat in kurpfälzische und französische Dienste. Als Generalagent der lothringischen Salzbergwerke brachte er es zu großem Privatvermögen. Schließlich erwarb er Schloss Luxburg in Egnach am Bodensee und wurde im Jahre 1776 von Kaiser Joseph II. in den Reichsadelsstand und einige Zeit später, 1779, in den Reichsfreiherrenstand erhoben.
Sein Sohn Johann Friedrich (1748–1820), hessen-darmstädtischer und pfalz-zweibrückenscher Geheimer Rat, erhielt während des kurpfälzischen Reichsvikariats 1790 den Reichsgrafentitel. Er war Offizier im französischen Regiment des Herzogs Max Joseph von Zweibrücken, des späteren bayerischen Königs, und ist der Stammvater der Grafen von Luxburg in Bayern. Das st.-gallische Bürgerrecht gab er auf und ersetzte das alte Familienwappen der Girtanner 1790 durch ein neues Familienwappen, was eine neue Variante der Auslegung von „Luxburg“ darstellt. Zudem konvertiert er zum katholischen Glauben, um besser in die Kreise des Adels zu passen. Bereits 1794 beantragte Johann Friedrich als Bittsteller vor dem Rat der Stadt St. Gallen die Wiedereinbürgerung und erneute Verleihung des Bürgerstandes von St. Gallen, um seine Gemahlin Carolina Maria, eine geborene Vogt von Hunolstein, in Frankreich vor dem Schafott zu bewahren. Diese war zu dieser Zeit bereits seit vierzehn Monaten im Gefängnis in Metz inhaftiert und wartete auf ihre Befreiung. Nur durch Vorlage einer Bestätigung über das Bürgerrecht konnte damit erklärt werden, dass seine Frau eine „Bürgerliche“ ist, und damit gerettet werden. Letztlich erhielt Johann Friedrich für sich und seine Gemahlin noch einmal den Bürgerbrief der Stadt und seine Carolina Maria wurde freigelassen.
Dessen Sohn Friedrich Christian (1783–1856), geboren in Zweibrücken, übersiedelte mit den Pfälzer Wittelsbachern nach München, wurde bayerischer Kämmerer, Staatsrat, bevollmächtigter Minister und Gesandter in Dresden, Berlin, Paris und Wien und gehörte zu den Vätern des Deutschen Zollvereins. Sein Bruder Karl August Emil (1782 – 1849) war Major der bayerischen Invasionstruppen, der später zum Gesandten des badischen Herrscherhauses aufstieg und ab 1821 Intendant des Mannheimer Nationaltheaters war. Er heiratete am 23. Mai 1814 Louise Catherine Éléonore Denuelle de la Plaigne. Sie war die Geliebte Napoleon I. Bonapartes und die Mutter seines ersten Sohnes Charles Léon Denuelle. Dieser wurde von seinem Vater mit dem Titel Comte de l’Empire als Comte Léon versehen, weshalb er in der Literatur oft als Charles Comte Léon oder kurz auch Charles Léon bezeichnet wird. Charles Comte Léon wurde im Zuge der Heirat seiner Mutter mit Graf Karl August Emil von Luxburg von diesem adoptiert. Auch nach der Adoption und Führung des neuen Namens Graf von Luxburg bzw. Comte de Luxbourg werden Charles de Luxbourg und seine Nachkommen mit seiner Frau Françoise Fanny Jonet sowie seine weitere Deszendenz vor allem in der französischen Literatur weiter als Comte Léon bezeichnet. Sein Enkel Charles Comte de Luxbourg, 5. Comte Léon (1911–1994), war der letzte männliche Nachkomme dieser Linie der Bonapartes. Mit seinem Tod am 23. Mai 1994 ist die Linie im Mannesstamm erloschen.
Friedrich Christians zweiter Sohn, namens Friedrich Reinhard Karl Ludwig (1829–1905), wurde im Jahre 1874 Schlossherr zu Aschach. Er wurde am 21. August 1829 in Laubegast bei Dresden geboren und hatte fünf Geschwister. Seine Jugendjahre verbrachte er in Berlin und Paris. Nach dem Besuch der Pagerie in München (bis 1847) begann er das Studium an der Universität. Als 1848 wegen Lola Montez und deren Einfluss bei König Ludwig I. von Bayern Unruhen in München und in der Münchener Studentenschaft ausgebrochen waren, wählten die vaterländisch gesinnten Studenten Friedrich Reinhard zu ihrem Sprecher. Daraufhin empfing König Ludwig I. den jungen Friedrich Reinhard. Nach Studien in Heidelberg, wo sein Onkel Karl August die Intendantur des Theaters leitete, studierte Friedrich Karl Ludwig in Berlin, weil sein Vater dort als Gesandter tätig war. In dieser Zeit entstanden seine persönlichen Beziehungen zum preußischen Hof. Nach dem Abschluss seiner Studien in München mit einem hervorragenden Staatsexamen wurde er 1856 als Assessor nach Bad Reichenhall zwecks Errichtung des Badkommissariats berufen. Im November 1858 wurde er Landrichter für Bad Kissingen Stadt und Land. Die Entwicklung der Stadt Bad Kissingen zu jener Zeit ist als ungewöhnlich zu bezeichnen. Auffällig war die Umstellung des Erwerbslebens auf den Kur- und Badebetrieb. Die Einwohnerzahl Bad Kissingens stieg auf 2969. Im Jahre 1862 kam Kaiserin Elisabeth von Österreich-Ungarn zu einem Kuraufenthalt. Ein Jahr später besuchte sie mit ihrem Gemahl Kaiser Franz Joseph I. Bad Kissingen. Das Kurbad Kissingen war damals noch nicht an das Eisenbahnnetz angeschlossen. Die Fürstlichkeiten pflegten mit großem Gefolge zu reisen. Für die Sicherheit und Zufriedenheit dieser Gäste trug das Badkommissariat unter Leitung von Friedrich Reinhard die Verantwortung. 1864 wurde Friedrich Reinhard Regierungsrat in Regensburg und 1866 Polizeidirektor in München. Hier entstanden Meinungsverschiedenheiten zwischen ihm und König Ludwig II., so dass er 1867 als Kommissar zur Weltausstellung nach Paris und als Legationsrat und Geschäftsträger nach Berlin gehen musste. Als Verehrer von Fürst Otto von Bismarck verkehrte er häufig und gern in dessen Haus. Am kaiserlichen Hof war er gern gesehen und Königin Augusta von Preußen soll ihn bevorzugt haben. Auf einem Hoffest lernte er seine künftige Ehefrau, Prinzessin Luise von Schoenaich-Carolath kennen. Als Zollabgeordneten für Kissingen-Neustadt wählte ihn die Bevölkerung 1868 ins Zollparlament, um an der deutschen Zolleinheit mitzuarbeiten. Im Alter von 39 Jahren wurde er zum Regierungspräsidenten von Unterfranken und Aschaffenburg ernannt. Während des Deutsch-Französischen Krieges (1871) war er vorübergehend als Kommissar für die Verwaltung des Departements Niederrhein in Straßburg tätig. Nach seiner Rückkehr nach Würzburg versuchte er unermüdlich, Unterfranken zu einer Musterprovinz im Königreich Bayern zu machen. Im ganzen Regierungsbezirk sollten Obst-, Wein- und Ackerbau, Vieh- und Geflügelzucht einen Aufschwung nehmen. Er erkannte, dass Schulen, Straßen und Wasserleitungen Grundvoraussetzungen für einen besseren Lebensstandard waren.
Mit der Stadt Würzburg und Bürgermeister Georg von Zürn verbanden ihn gemeinsame Interessen und Verwaltungsgeschäfte. Als aber der Stadtmagistrat den Abriss des spätgotischen Landgerichtsgebäudes zwischen Dom und Neumünster beschlossen hatte, versagte Regierungspräsident Friedrich Karl Ludwig aus historischem Verantwortungsgefühl seine Zustimmung. Allerdings musste er sich diesmal einer Anordnung der bayerischen Landesregierung fügen und daraufhin wurde das Gebäude abgerissen. 1893 gründete er den „Fränkischen Kunst- und Altertumsverein“, der in der Gesellschaft der „Freunde Mainfränkischer Kunst und Geschichte“ fortlebt. Der kunstsinnige Regierungspräsident, der den Bildschnitzer Tilman Riemenschneider und den Maler Matthias Grünewald verehrte, regte die Errichtung des Frankoniabrunnens auf dem Würzburger Residenzplatz an. Im Jahre 1893 veranlasste er eine Kunstausstellung im Domkreuzgang und Kapitelsaal unter Beteiligung des Würzburger Domkapitels, des fränkischen Adels, der Städte und Stiftungen.
Fürst Otto von Bismarck war während seiner Kuraufenthalte in Bad Kissingen oft und gern nach Aschach gekommen. Immer stand ein Würzburger Steinwein, den er besonders schätzte, für ihn bereit. Als aber einmal Friedrich Karl Ludwig als Reichstagsabgeordneter gegen eine Gesetzesvorlage des Fürsten gestimmt hatte, kam es zu einer gewissen Verstimmung. Friedrich Karl Ludwig hoffte, Bismarck hätte Verständnis dafür, dass bei solchen Abstimmungen die persönliche Freundschaft in den Hintergrund zu treten habe. Er täuschte sich nicht: Fürst Bismarck besuchte Friedrich Karl Ludwig und seine Familie wieder auf Schloss Aschach. Als nach Bismarcks Entlassung die Anweisung aus Berlin kam, der Fürst sei nicht mehr zu beachten, hielt Friedrich Karl Ludwig dem Fürsten die Treue. Der Fürst wurde als Privatmann mit der gleichen Aufmerksamkeit wie früher behandelt.
Im Jahre 1899 erkrankte Dr. iur. h. c. Friedrich Reinhard Karl Ludwig Graf von Luxburg, Ehrenbürger der Städte Würzburg und Kissingen und der Gemeinde Aschach, kgl. Kämmerer und Regierungspräsident, an der Influenza, von der er sich nicht mehr richtig erholte. 1901 erbat er seine Ruhestandsversetzung, die ihm mit großen Ehrungen gewährt wurde. Auf Schloss Aschach verbrachte er seinen Lebensabend. Am 23. November 1905 starb er in Würzburg und wurde in der Familiengruft in Bad Kissingen beigesetzt.
Friedrich Reinhards Sohn Karl-Ludwig (1872–1956) studierte Rechtswissenschaft und heiratete Carola Martinez de Hoz. Er war Gesandter von Kaiser Wilhelm II. in China, Anfang 1913 in Indien und während des Ersten Weltkriegs in Argentinien. Hier war Karl-Ludwig ab 2. Februar 1917 in die Luxburg-Affäre verwickelt. Am 9. Mai 1918 konnte Karl-Ludwig aus Argentinien abreisen. In Deutschland wurde er nach dem Zusammenbruch des Kaiserreichs im Dezember 1918 in den einstweiligen Ruhestand versetzt. Er widmete sich der Verwaltung seiner Güter und verlegte im September 1939 seinen Wohnsitz nach Argentinien. 1955 übergab Karl-Ludwig das Schloss Aschach bei Bad Kissingen mit allem Inventar als Geschenk an den Bezirk Unterfranken zur Einrichtung eines Schlossmuseums, welches 1957 eröffnet wurde.
Trotz der vielen wechselnden Besitzer von Schloss Luxburg am Bodensee vor und nach den Girtanner, sind die Grafen von Luxburg, Herrn zu Ober- und Niedernstadt, bis heute die einzige Familie, welche als Namensträger den Namen des Schlosses und der ehemaligen Herrschaft führen.

## Standeserhebungen
- Reichsadelsstand am 18. März 1776 in Wien mit dem Namenszusatz Edler von Luxburg für Johann(es) Girtanner aus St. Gallen als Generalagent der lothringischen Salzwerke, der 1761 Herrschaft und Schloss Luxburg bei Egnach am Bodensee erworben hatte.
- Reichsfreiherrnstand am 29. Januar 1779 in Wien mit der Anrede „Wohlgeboren“ und Wappenbesserung als Freiherr Girtanner von Luxburg, Herr zu Luxburg, Ober- und Niedernstadt[6] für denselben Johann Girtanner Edler von Luxburg. Auf welche geografischen Orte sich hierbei die Angabe Ober- und Niedernstadt bezieht, kann auf Grund fehlender Belege nicht bestimmt werden.
- Reichsgrafenstand am 24. September 1790 in München durch Kurfürst Karl Theodor von Pfalzbayern in der Funktion des Reichsvikars, unter Weglassung des ursprünglichen Familiennamens Girtanner als des Hl. Röm. Reiches Graf von Luxburg, Herr zu Luxburg, Ober- und Niedernstadt für Johann Friedrich Freiherr Girtanner von Luxburg, als pfalzgräflich zweibrückener und landgräflich hessen-darmstädtischer Geheimer Rat und Oberschenk.
- Immatrikulation im Königreich Bayern bei der Grafenklasse am 11. Januar 1813 für des letztgenannten Sohn Friedrich Christian als königlich bayerischer Kämmerer und Staatsrat, bevollmächtigter Minister und Gesandter in Dresden, Berlin, Paris und Wien, sowie für dessen Geschwister.

## Wappen

### Girtanner
Wappenbeschreibung:

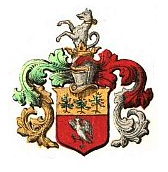
Wappenabbildung der Patrizier Girtanner aus St. Gallen

Geteilt von Gold und Rot. Oben drei ausgerissene grüne Tannen, unten ein flugbereiter, silberner Adler.
Davon abweichend existiert in historischen Aufzeichnungen noch ein Wappen der Girtanner aus Tablat, die ebenfalls als Angehörige der löblichen Bürgerschaft von St. Gallen geführt wurden. Hier zeigt das Wappen in Gold auf grünem Schildfuß einen flugbereiten schwarzen Adler, welcher von zwei grünen Tannen begleitet wird.

### Adelswappen
Nach historischen Aufzeichnungen und den Ausführungen des Heimatforschers Rolf Blust, wurde erst mit Verleihung des Freiherrntitels ein neues Wappen angenommen, was eine neue Variante der Auslegung von „Luxburg“ darstellt. Johann Siebmacher zeigt jedoch in seinem großen und allgemeinen Wappenbuch für den Adel in Baden mit Fürstenberg, 1878, eine Wappenabbildung aus dem Jahr 1776, die dem später geführten freiherrlichen und gräflichen Wappen (1779 und 1790) im Schildbild entspricht. Jedoch sind die Farben der Helmdecken der zwei geführten Helme gewechselt.

### Freiherrliches Wappen
Durch ein silbernes Andreaskreuz von Rot und Blau schräg geviert und belegt mit grünem Herzschild, darin ein sitzender natürlicher Luchs; der Schräglinksbalken des Andreaskreuzes belegt mit sechs nach oben gestürzten goldbeschlagenen braunen Hifthörnern; der Schrägrechtsbalken mit sechs braunen Pfeilen hintereinander mit stählernen Spitzen und roten Federn. Zwei Helme; auf dem rechten mit blau-silbernen Decken der sitzende Luchs, auf dem linken mit rot-silbernen Decken ein von Rot und Blau geteilter Adlerflügel, belegt mit einem silbernen Schrägrechtsbalken, darin ein Pfeil wie im Schild. Schildhalter: Zwei widersehende natürliche Luchse.

### Gräfliches Wappen

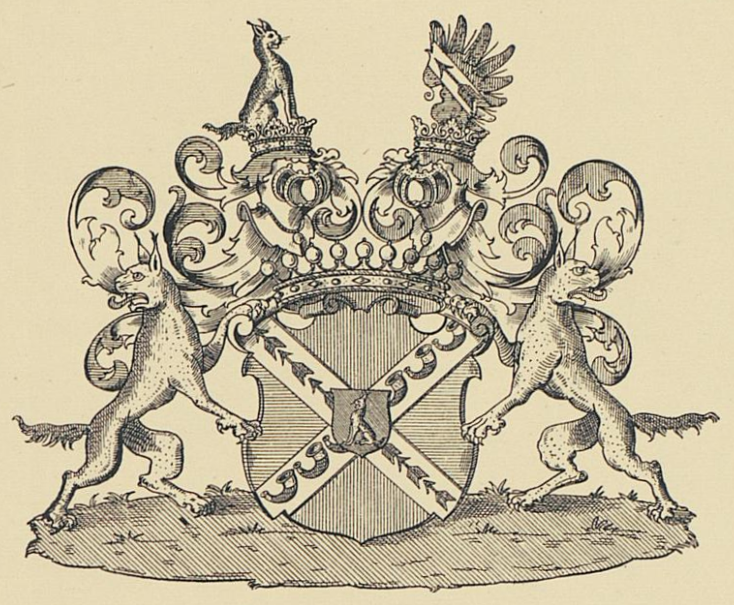
Wappen der Grafen von Luxburg, Herrn zu Ober- und Niedernstadt

Das gräfliche Wappen entspricht dem Wappen, welches seit der Erhebung in den Reichsfreiherrenstand 1779 geführt wurde.

### Abweichende Wappendarstellungen und Beschreibungen
Auffällig ist bei dem Luxburg-Wappen, dass Darstellung und Farben in verschiedenen Werken variieren und es keine einheitliche Wappenerklärung gibt.
So unterscheidet sich die Farbe der Pfeilfedern und die der Hifthörner, selbst in den einzelnen Werken der Siebmacher Wappenbücher. Zu vergleichen ist hier aus der Reihe J. Siebmacher’s große und allg. Wappenbücher den Band für den Adel in Baden (m. Fürstenberg) mit dem Band für den Adel in Bayern.
Auf einer kolorierten Zeichnung veröffentlicht von der königlichen Universitätsdruckerei H. Stürtz, Würzburg, welche den Regierungspräsidenten Dr. iur. h. c. Friedrich Reinhard Karl Ludwig Graf von Luxburg zeigt, ist im Mittelschild ein aufgerichteter Luchs (eventuell in Silber – nicht genau zu erkennen) zu sehen.

## Schloss Luxburg

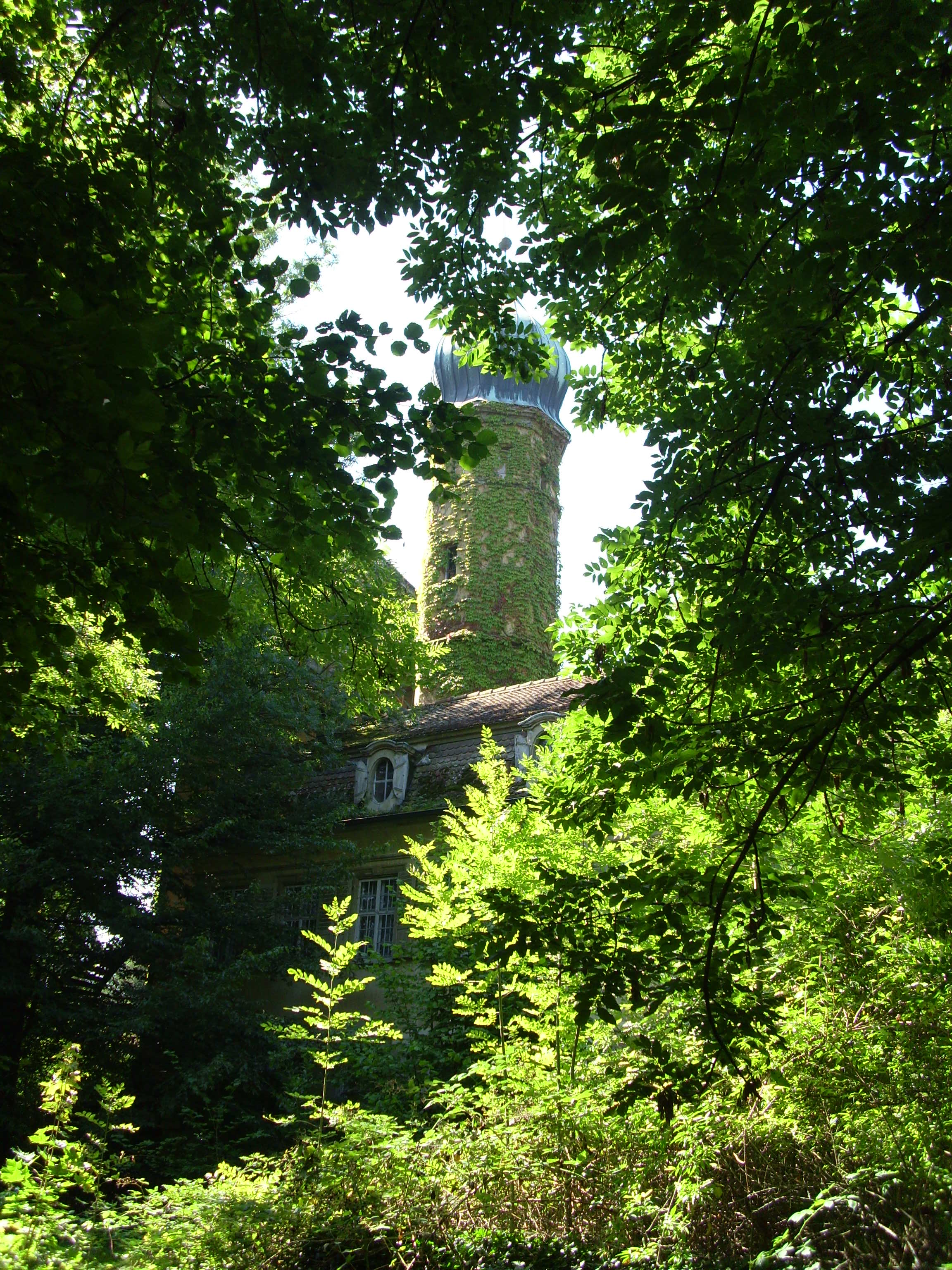
Schloss Luxburg

Schloss Luxburg (47° 32′ 53,12″ N, 9° 22′ 59,38″ O) im schweizerischen Egnach war ursprünglich ein von Kaiser Friedrich III. gegen Ende des 14. Jahrhunderts angelegter altgotischer und später stark modernisierter Justizsitz des Bistums Konstanz, das dieser auch mit einem Freibrief versah. Danach wurde es Eigentum der Patrizier von Lindau.
Im 17. Jahrhundert gehörte das Schloss den Hallwylern, bevor Johann Girtanner im Jahr 1776 das Schloss erwarb. Bei seiner Erhebung in den Reichsritterstand erhielt er deshalb nach seinem Besitz den Namen Johann Girtanner Edler von Luxburg. Das Schloss liegt in einem Park mit einer Fläche von 9000 m² nahe der Mündung des Wiilerbaches in den Bodensee. Seit 1980 eines von vier Schlössern im Eigentum der Stiftung für Kunst, Kultur und Geschichte des Winterthurer Immobilienbesitzers Bruno Stefanini, wurde es Anfang der 2020er Jahre an eine lokale Trägerschaft verkauft.

## Schloss Aschach

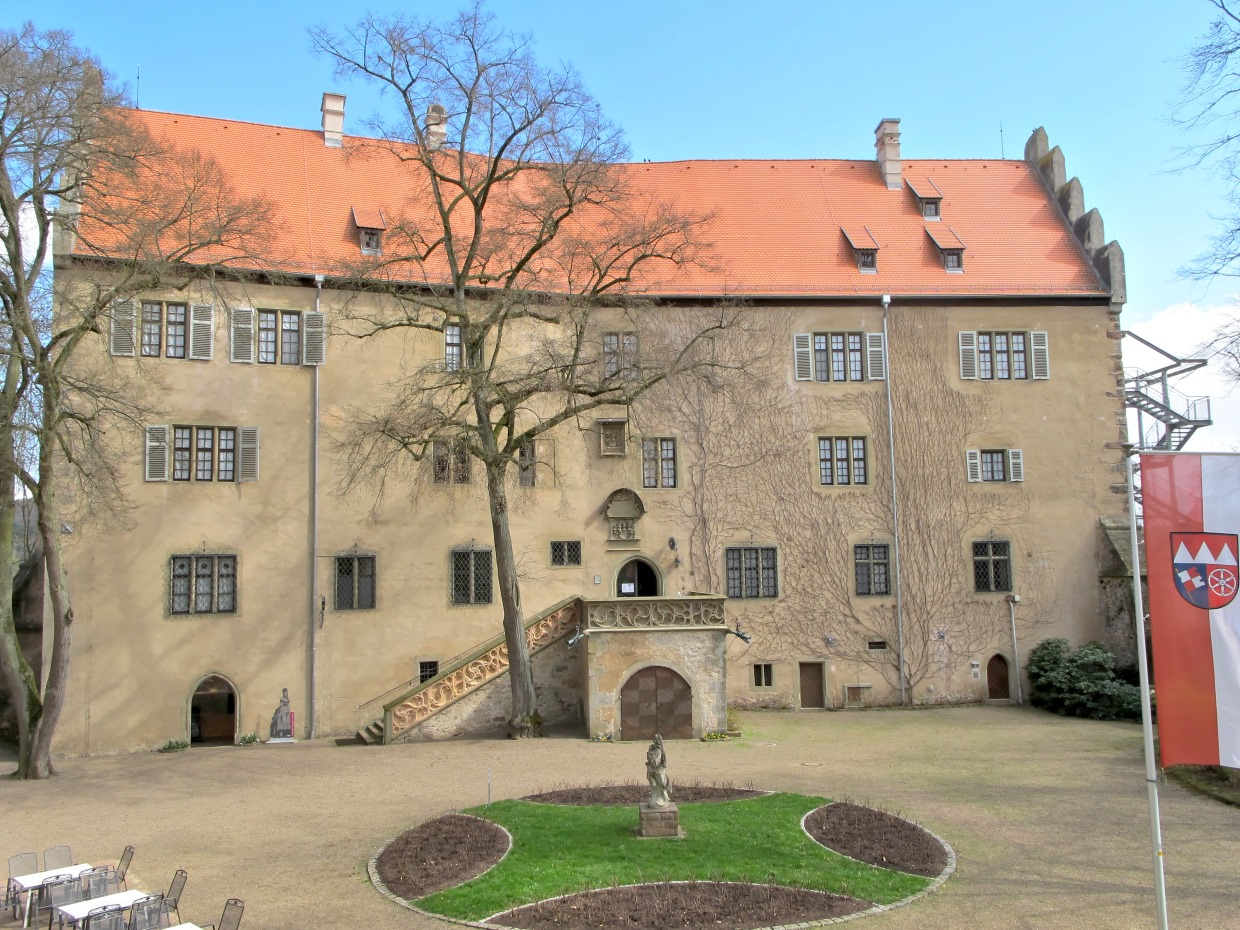
Schloss Aschach

Im Frühjahr 1873 erwarb Friedrich Reinhard Graf von Luxburg (1829–1905) Schloss Aschach bei Bad Kissingen und baute es zum Familiensitz aus, da die Familie nach dem Verkauf von Schloss Luxburg keinen Stammsitz mehr besaß. Friedrich Reinhard von Luxburg liebte Kunstgegenstände aller Art und richtete Schloss Aschach entsprechend ein. Im Jahr 1955 vermachte sein Sohn Karl-Ludwig von Luxburg den gesamten Besitz dem Bezirk Unterfranken. Heute kann Schloss Aschach mit sämtlichen Nebengebäuden als Museum besichtigt werden.

## Schloss Sien

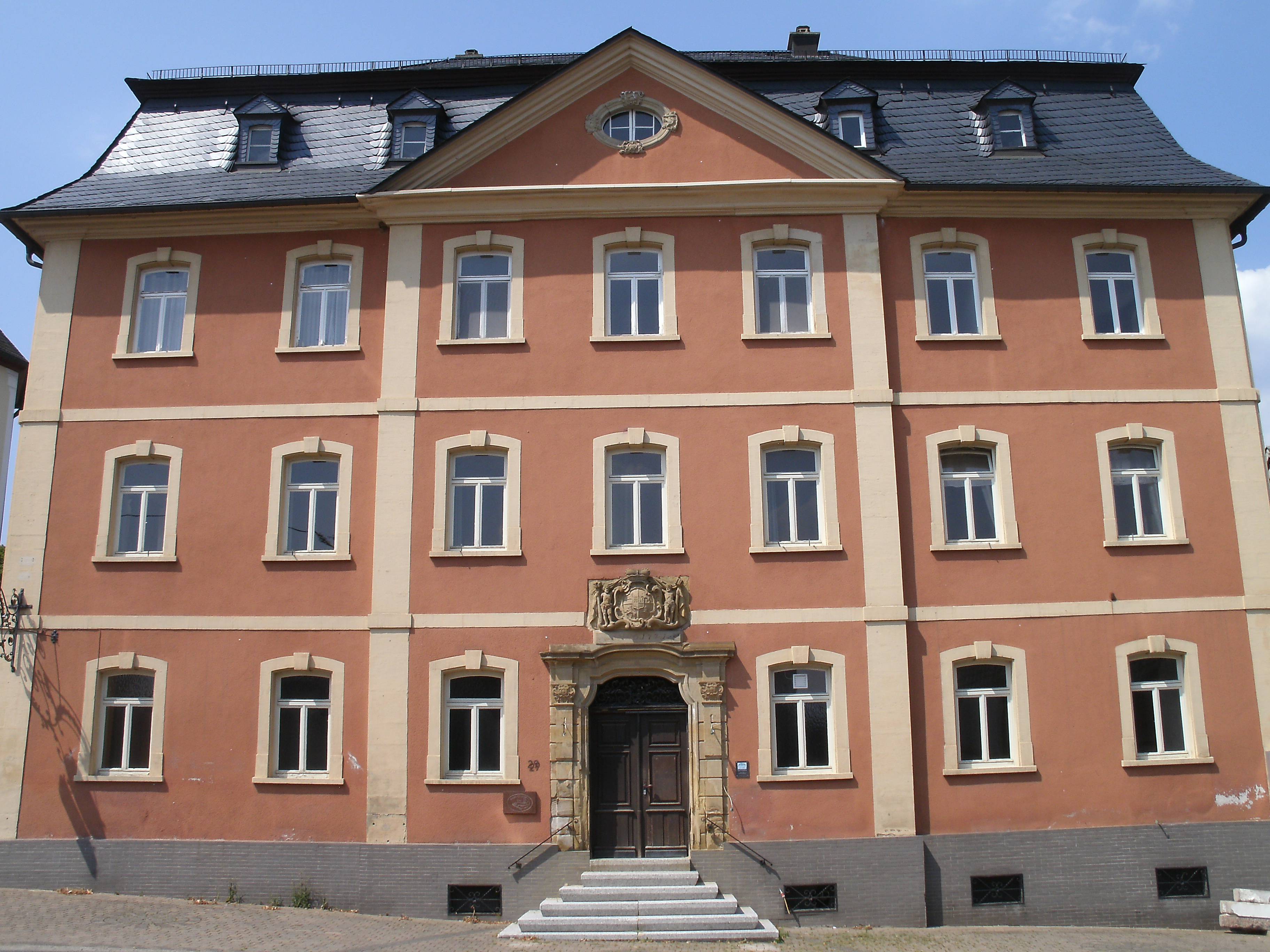
Schloss Sien

Schloss Sien ist ein 1770/71 erbautes ehemaliges Jagdschloss der Fürsten zu Salm-Kyrburg, heute im Besitz der Grafen von Luxburg.
Das Schloss befindet sich in der Ortsmitte von Sien und wurde von Johann Thomas Petri im barocken Stil erbaut.
Es wird von der Familie privat genutzt, einige Räume sollen aber wieder der Öffentlichkeit zur Verfügung gestellt werden.

## Schloss Seckenheim

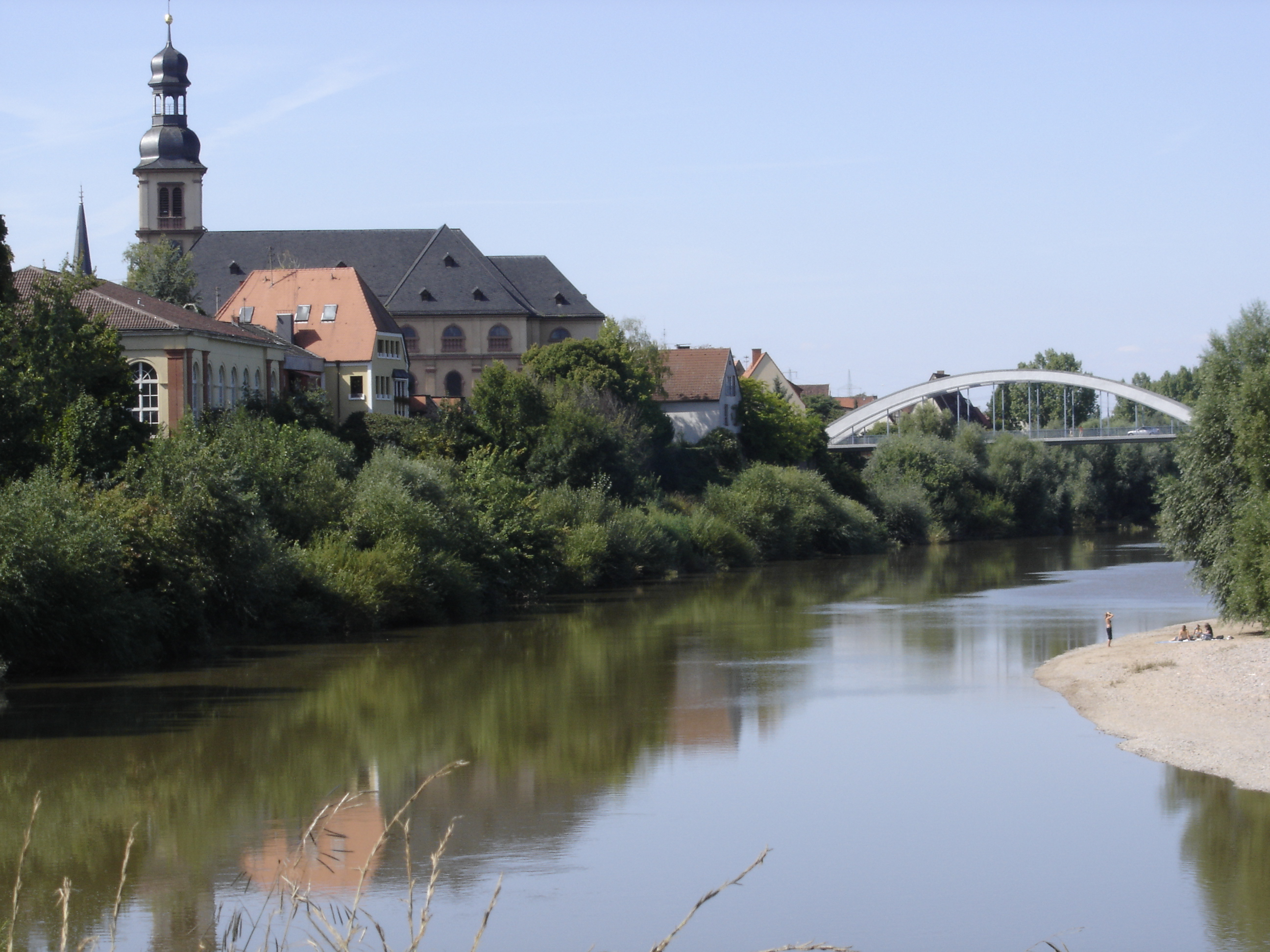
Schloss Seckenheim und Neckar

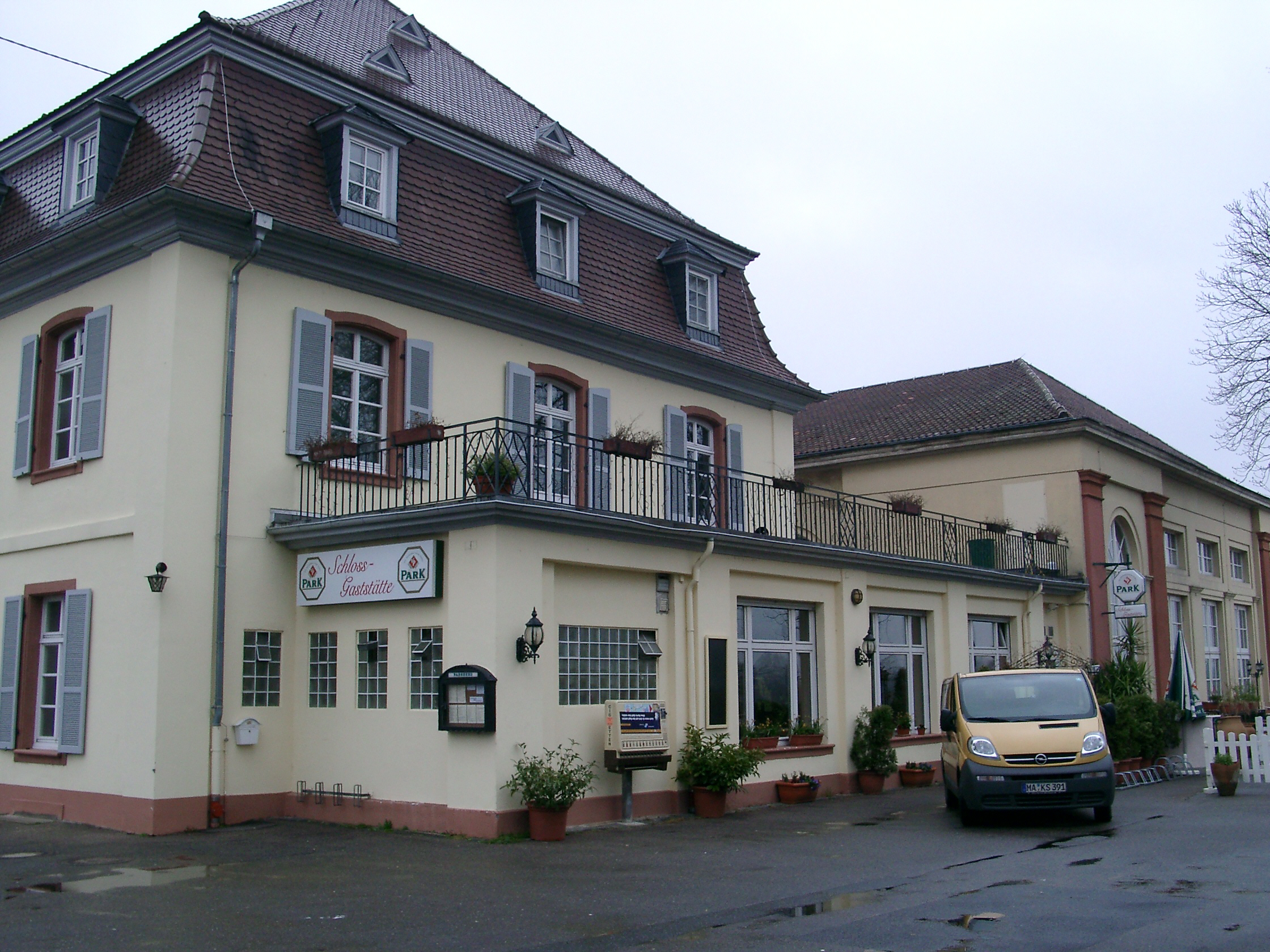
Schloss Seckenheim (Restaurant)

Schloss Seckenheim wurde im Jahre 1767 vom kurfürstlich kurpfälzischen Geheimrat Johann Georg Anton von Stengel als zweigeschossiger Putzbau mit Gartenanlage und Freitreppe erbaut.
Graf Karl August Emil von Luxburg hat es Anfang des 19. Jahrhunderts für die Familie von Luxburg als Familiensitz erworben.
Im 19. Jahrhundert wurde das Schloss auch durch Nebengebäude ergänzt.
Heute ist es im Besitz der Stadt Mannheim und wird als Restaurant und Veranstaltungsort genutzt.

## Leon’sches Schloss
Schlossbau auf dem Gut des ehemaligen Karpfen mit Hof, Feldern und einem Garten im englischen Stil.
Es war im Besitz des Charles Comte de Luxbourg Comte Léon. Das Schloss wurde jedoch nach kurzer Zeit bereits 1839 zwangsversteigert und von Graf Franz Albert von Oberndorff erworben.

## Familienmitglieder (chronologisch)
- Johannes Girtanner von Luxburg (1705–1781), landgräflich hessen-darmstädtischer und fürstlich pfalz-zweibrückischer Geheimer Rat
  - Johann Friedrich Graf von Luxburg (1748–1820), fürstlich pfalz-zweibrückischer und landgräflich hessen-darmstädtischer Geheimer Rat, Stammvater der Grafen von Luxburg verheiratet mit Maria Freiin Vogt von Hunolstein
    - Karl August Emil Graf von Luxburg (1782–1849), Gesandter des badischen Herrscherhauses, Intendant des Theaters in Mannheim
    - Friedrich Christian Graf von Luxburg (1783–1856), königlich bayerischer Staatsrat und Gesandter
      - Friedrich Reinhard Graf von Luxburg (1829–1905), königlich bayerischer Regierungspräsident des Regierungsbezirks Unterfranken und Aschaffenburg

    - Auguste von Luxburg (* 1788) verheiratet mit Freiherr Wilhelm Ludwig von Berstett (1769–1837)
- Caroline Gräfin von Luxburg (1820–1881), verheiratete Baronin von Cetto, Hofdame von Königin Marie von Bayern
- Heinrich Graf von Luxburg (1855–1899), Diplomat
- Luise Wanda Julia Agnes Gräfin von Luxburg, geb. Prinzessin von Schoenaich-Carolath (1847–1929), von 1866 bis zu ihrer Heirat Pflegetochter von Königin Augusta von Preußen
- Friedrich Graf von Luxburg jun. (1871–1956), Jurist. Deutscher Konsul in Palermo
- Karl Ludwig Graf von Luxburg (1872–1956), Diplomat
- Hermann Graf von Luxburg (1881–1912), Fabrikant, leitete eine Firma seines Onkels Guido Graf Henckel von Donnersmarck
- Ulrike von Luxburg (* 1975), deutsche Informatikerin